# Американська історія жаху: Шабаш
Американська історія жаху: Шабаш (англ. American Horror Story: Coven) — третій сезон телесеріалу каналу FX Американська історія жаху, який транслювався з 9 жовтня 2013 року по 29 січня 2014 року. Події розгортаються у 2013 році, у Новому Орлеані, і розповідають про відьом шабашу Салема, які борються за своє виживання.
Як і попередні сезони, Шабаш отримав в основному позитивні відгуки та досить високі рейтинги, прем'єрна серія отримала більше 5,54 млн переглядів. Сезон отримав сімнадцять нагород у номінаціях премії Еммі.

## Сюжет
Події розгортаються через 300 років після сумнозвісного процесу над салемськими відьмами, у результаті якого близько 20 осіб було повішано й близько двох сотень опинилось у тюрмі. Ті, хто зміг уникнути розправи, тепер знаходяться на межі зникнення. Чергова загадкова атака на відьмацький рід змушує групу юних чародійок відправитись у спеціалізовану школу в Новому Орлеані, де їх повинні навчити, як захищатись. Одна з новоприбулих, Зої, має певний секрет. Між тим всім, піднята на вуха раптовою агресією, Верховна відьма Фіона повертається в місто, сповнена рішучості захистити її клан.

## Актори

### Головні персонажі
- Сара Полсон — Корделія Фокс
- Таісса Фарміга — Зої Бенсон
- Френсіс Конрой — Міртл Сноу
- Еван Пітерс — Кайл Спенсер
- Лілі Рейб — Місті Дей
- Емма Робертс — Медісон Монтгомері
- Деніс О'Харе — Сполдінг
- Кеті Бейтс — Дельфіна Лалорі
- Джессіка Ленг — Фіона Гуд (Верховна Відьма)

### Запрошені актори
- Анджела Бассетт —  Марі Лаво
- Габурі Сідібе —  Куїнні
- Денні Г'юстон —  Дроворуб
- Петті Люпон —  Джоан Ремсі
- Стіві Нікс — в ролі самої себе

### Другорядний склад
- Джеймі Брюер —  Нен
- Джош Гамільтон —  Хенк Фокс
- Олександр Дреймон —  Люк Рамсі
- Робін Бартлетт —  Сесіль Пімбрук
- Майк Колтер — Девід
- Леслі Джордан —  Квентін
- Райлі Воулкел —  Молода Фіона Гуд
- Александра Брекенрідж —  Кейлі
- Мер Уіннінгем —  Аліша Спенсер
- Крістін Еберсоул —  Анна-Лі Лейтон
- Ленс Реддік —  Папа Легба

## Продовження
У жовтні 2016 року, режисер серіалу заявив, що майбутній сезон буде продовженням/поверненням Шабашу. Він також заявив, що персонаж Леді Гага з Роанок є першим Верховним . Пізніше в тому ж місяці, Мерфі оголосив, що сезон поєднуватиме в собі продовження Шабашу та Будинку-вбивці, вміщуючи в собі тему, історію та персонажів з обох сезонів.

## Список епізодів
| №  | #  | Назва                                                             | Режисер              | Сценарист                 | Дата показу в США | Глядачі США (мільйонів) |
| -- | -- | ----------------------------------------------------------------- | -------------------- | ------------------------- | ----------------- | ----------------------- |
| 26 | 1  | «Мистецтво бути стерво» «Bitchcraft»                              | Альфонсо Гомес-Рехон | Раян Мьорфі і Бред Фелчак | 9 жовтня 2013     | 5,54                    |
| 27 | 2  | «Частини хлопчиків» «Boy Parts»                                   | Майкл Раймер         | Тім Майнір                | 16 жовтня 2013    | 4,51                    |
| 28 | 3  | «Підміна» «The Replacements»                                      | Альфонсо Гомес-Рехон | Джеймс Вонг               | 23 жовтня 2013    | 3,78                    |
| 29 | 4  | «Страшні наслідки розіграшу» «Fearful Pranks Ensue»               | Майкл Аппендал       | Раян Мьорфі, Бред Фелчак  | 30 жовтня 2013    | 3,71                    |
| 30 | 5  | «Гори, Відьмо, гори!» «Burn, Witch, Burn!»                        | Джеремі Подесва      | Джессіка Шарцер           | 6 листопада 2013  | 3,80                    |
| 31 | 6  | «Дроворуб іде» «The Axeman Cometh»                                | Майкл Аппендал       | Дуглас Петрі              | 13 листопада 2013 | 4,16                    |
| 32 | 7  | «Мерці» «The Dead»                                                | Бредлі Букер         | Бред Фалчак               | 20 ноября 2013    | 4,00                    |
| 33 | 8  | «Святе прийняття» «The Sacred Taking»                             | Альфонсо Гомес-Рехон | Раян Мьорфі               | 4 грудня 2013     | 4,07                    |
| 34 | 9  | «Голова» «Head»                                                   | Ховард Дойч          | Тім Майнір                | 11 грудня 2013    | 3,94                    |
| 35 | 10 | «Магічні втіхи Стіві Нікс» «The Magical Delights of Stevie Nicks» | Альфонсо Гомес-Рехон | Джеймс Вонг               | 8 січня 2014      | 3,49                    |
| 36 | 11 | «Охорона Шабашу» «Protect the Coven»                              | Бредлі Букер         | Дженіфер Солт             | 15 січня 2014     | 3,46                    |
| 37 | 12 | «Котись в пекло» «Go to Hell»                                     | Альфонсо Гомес-Рехон | Джессіка Шарцер           | 22 січня2014      | 3,35                    |
| 38 | 13 | «Сім Чудес» «The Seven Wonders»                                   | Альфонсо Гомес-Рехон | Дуглас Петрі              | 29 січня 2014     | 4,24                    |